# زعفر جنی
زعفر جنی (به عربی: زعفر الجني) به باور برخی شیعیان، پادشاه جن‌های مسلمان بود و در واقعه کربلا مراسم عروسی خود را نیمه‌تمام گذاشت و با سپاهش به کمک حسین شتافت، اما حسین کمک او را نپذیرفت.

## جنگ بئر ذات العلم
به عقیدهٔ سمهودی چاه ذات العلم روبروی الروحاء است. فیروزآبادی نیز در المغانم این چاه را بین مدینه و الصفراء روبروی الروحاء می‌داند. همچنین به نوشتهٔ ابن جبیر، ذات العلم به نام الروحاء نیز سرشناس است.
به روایت عده‌ای از مسلمانان، سپاه محمد بن عبدالله پس از پیروزی در جنگ «سکاسک و سکون» و در راه بازگشت، در بیابانی که چاه ذات العلم در آن است، اتراق کرد. علی بن ابی‌طالب به درون چاه رفت، و از جنیان ۲۰٬۰۰۰ تن را کشت. در این نبرد شاه جنیان به دست علی کشته شد، علی بر سر پسر تازه مسلمان شدهٔ او تاج شاهی نهاد، و او را زعفر نامید.

## دانشنامه ایرانیکا
محمود امیدسالار از قول رینهولد لوفلر چنین روایت کرده‌ است: «اندکی پس از آغار نبرد کربلا زعفر، شاه جنیان، به نزد حسین رفت، تا نیروهایش در خدمت او باشند. چون ناپیدایی جنیان ناجوانمردانه بود، پیشنهاد زعفر پذیرفته نشد. سپس او پیشنهاد کرد؛ تا نیروهایش به ریخت انسان‌ها درآیند، اما حسین همچنان مخالف بود. زعفر به خانه بازگشت و مخالفت حسین را به مادرش گفت. مادرش به او گفت چرا برگشتی؟ من چطور جواب مادرش فاطمه را بدهم؟ من تو را عاق می‌کنم. سپس زعفر و مادرش و گروهی از اجنه به سمت نینوا راهی شدند و با سر بریدهٔ حسین بن علی مواجه شدند و عروسی او به عزا تبدیل شد.

## دهخدا
در دیوان دهخدا به کوشش محمد دبیرسیاقی آمده‌است:
| بحث در امر زعفر جنی        |  | آن فداکار مهتر جنی:            |
| که به‌جایست نوز یا مرده‌ست؟  |  | همچو گل در خریف پژمرده‌است؟     |
| نیز در اینکه او به عاشورا، |  | چونکه ممنوع شد ز حَرب و وَغا     |
| از ثواب شهید بهره‌ور است،   |  | یا که آن سعی و بَطشِ او هدر است؟ |

دهخدا در لغت‌نامه زعفر را در نظر عامه پادشاه مسلمان جنی دانسته، که در روز عاشورا به یاری حسین بن علی شتافت؛ ولی اذن جهاد نیافت، چون حسین چنین گفت: «از انصاف و مردی دور است، که شما آنان را ببینید و ایشان شما را نبینند.»

## سید عظیم
به نوشتهٔ مجتبی مینوی و نقل از میرزا یحیی امام جمعه خویی، روضه‌خوانی در خوی مشهور به «آقا سید عظیم» مدعی رفاقت و ملاقات هفتگی با زعفر بود، اما امام جمعه روایت‌های سید عظیم را در کتابی نیافته بود.

## گنجینة الاسرار
عمان سامانی در گنجینة الاسرار به سرگذشت زعفرجنی پرداخته:
| از برای جانفشانی نزد شاه |  | زعفر جنی فرا آمد ز راه |

و همچنین به گفتگوی عارفی اهل مراقبه و مکاشفه با زعفر پرداخته‌است:
| زعفرم من کز سرشب تا سحر |  | بود با من اعتراضت ای پدر |

## بحارالانوار
محمدباقر مجلسی در کتاب بحارالانوار سندی را از جعفر صادق به این شرح نقل می‌کند:
زمانی که حسین از مدینه حرکت کرد، گروهی از ملائکه برای پیشنهاد کمک نزد او آمدند و گروه‌هایی از مسلمانان و شیعیان جن برای کمک آمدند، اما حسین در پاسخ جنیان گفت: «خدا به شما جزای خیر دهد، من مسئول کار خود هستم و محل و زمان قتل من نیز مشخص است». جنیان گفتند: «اگر امر شما نبود، همهٔ دشمنان شما را می‌کشتیم». حسین در پاسخ گفت: «ما بر این کار از شما تواناتریم، اما چنین نمی‌کنیم، تا لیهلک من هلک عن بینة و یحیی من حیّ عن بیّنه؛ آنها که گمراه می‌شوند با اتمام حجت باشد و آنها که راه حق را می‌پذیرند با آگاهی و دلیل آشکار باشد».

## دیدگاه مطهری
به عقیدهٔ مرتضی مطهری در کتاب حماسهٔ حسینی، آمدن زعفر یکی از تحریف‌های نبرد کربلاست. وی به نقل از محدث نوری می‌نویسد، که برای نخستین بار داستان زعفر در روضة الشهدا نوشته شده‌است. مطهری نویسندهٔ روضه؛ حسین واعظ کاشفی را مردی باسواد، اما از نظر مذهب بوقلمون‌صفت توصیف کرده‌است. محمود صباحی کتاب حماسهٔ حسینی مطهری را «جان‌کندن شگفت‌انگیزی» توصیف کرده و تلاشی برای غیرواقعی جلوه‌دادن بخشی از خیال‌پردازی‌ها دانسته‌است؛ که در آن جریان زعفر جنی تحریف، اما دیگر رویدادها حماسه است.

## ادعای رابطه با سید حسین طباطبایی بروجردی
داستان‌هایی دربارهٔ رابطه بین سید حسین طباطبایی بروجردی و زعفر جنی وجود دارد؛ به خصوص در رابطه با وقایع مرگ زعفر و برگزاری مراسم ختم وی توسط این مرجع شیعه، حواشی مختلفی ذکر می‌شود. بنابر تحقیقات انجام‌شده، این مطالب سند مشخصی ندارند و در کتاب‌ها و خاطرات مربوط به شرح‌حال زندگی بروجردی، مطلبی دربارهٔ آن‌ها وجود ندارد. به نظر می‌رسد در نقل‌های عامیانه دربارهٔ این موضوع اشتباهی بین او و مؤلفی هم‌نام وی صورت گرفته‌است. سید علی‌اصغر شفیع جابلقی بروجردی (متوفای ۱۳۱۳ش) از روحانیان بروجرد و صاحب کتاب طرائف المقال در این اثر به زعفر جنی اشاره کرده و به نقل از یکی از استادان خود که وی را مورد وثوق و اطمینان توصیف می‌کند، جریان حضور زعفر در کربلا را حکایت کرده‌است.